# Giovanna Antonelli
Giovanna Antonelli, född 18 mars 1976 i Rio de Janeiro, är en brasiliansk skådespelare i TV-serer sedan 1994.